# Lepraliella
Lepraliella är ett släkte av mossdjur som beskrevs av Levinsen 1917. Lepraliella ingår i familjen Lepraliellidae.
Kladogram enligt Catalogue of Life och Dyntaxa:
| Lepraliella | \| \| Lepraliella contigua \| \| \| \| \| \| Lepraliella granulata \| \| \| \| \| \| Lepraliella hippopus \| \| \| \| \| \| Lepraliella mooraboolensis \| \| \| \| \| \| Lepraliella mucronata \| \| \| \| \| \| Lepraliella prolifica \| \| \| \| |
|             | \| \| Lepraliella contigua \| \| \| \| \| \| Lepraliella granulata \| \| \| \| \| \| Lepraliella hippopus \| \| \| \| \| \| Lepraliella mooraboolensis \| \| \| \| \| \| Lepraliella mucronata \| \| \| \| \| \| Lepraliella prolifica \| \| \| \| |
|             | Acanthophragma |
|             | |
|             | Buchneria |
|             | |
|             | Celleporaria |
|             | |
|             | Drepanophora |
|             | |
|             | Kladapheles |
|             | |
|             | Multescharellina |
|             | |
|             | Sphaeropora |
|             | |
|             | Lepraliella contigua |
|             | |
|             | Lepraliella granulata |
|             | |
|             | Lepraliella hippopus |
|             | |
|             | Lepraliella mooraboolensis |
|             | |
|             | Lepraliella mucronata |
|             | |
|             | Lepraliella prolifica |
|             | |

|  | Lepraliella contigua       |
|  |                            |
|  | Lepraliella granulata      |
|  |                            |
|  | Lepraliella hippopus       |
|  |                            |
|  | Lepraliella mooraboolensis |
|  |                            |
|  | Lepraliella mucronata      |
|  |                            |
|  | Lepraliella prolifica      |
|  |                            |